# Oswald Tschirtner
Oswald Tschirtner (* 24. Mai 1920 in Perchtoldsdorf; † 20. Mai 2007 in Maria Gugging) war ein österreichischer bildender Künstler.

## Leben und Werk
Oswald Tschirtner stammte aus einer streng katholischen Familie und war ein ausgezeichneter Schüler. Er besuchte ein erzbischöfliches Internat während der Gymnasialzeit, das Knabenseminar Hollabrunn, und wollte Priester werden. Während des Zweiten Weltkriegs konnte er jedoch kein Theologiestudium beginnen, aufgrund der kriegsbedingt eingeschränkten Studienwahl. Deshalb begann er ein Chemiestudium, bevor er zum Wehrdienst eingezogen wurde. Als Obergefreiter war er Funker in Stalingrad, das er mit dem letzten Urlauber-Transport verließ.
1946 kehrte er – nach einem Aufenthalt in einem französischen Kriegsgefangenenlager, belegbar ist hier der Aufenthalt im sogenannten Stacheldrahtseminar in Chartres vom 11. Mai bis 11. Juli 1946, – aus dem Zweiten Weltkrieg zurück und wurde wegen auffälligen Verhaltens in einer Grenzstadt in ein psychiatrisches Krankenhaus eingewiesen. Ab 1947 war er dauernd hospitalisiert, er litt an Halluzinationen und wurde 1954 in die damalige „Heil- und Pflegeanstalt Gugging“ überstellt.
In Maria Gugging traf er auf den Neurologen und Psychiater Leo Navratil, der ihn, im Rahmen seines von der amerikanischen Psychologin Karen Machover angeregten Zeichentest-Verfahrens, zum Zeichnen ermutigte. Navratil gründete 1981 das „Zentrum für Kunst-Psychotherapie“, das spätere Haus der Künstler. Tschirtner lebte dort stets sehr in sich gekehrt. Fortwährend widmete er sich seinem Glauben in Bibelstudien und der Lektüre von Messbüchern. Tschirtner begann in den 1960er Jahren zu zeichnen, dann kam es zu einer Schaffenspause bzw. sind aus dieser Zeitperiode keine Werke dokumentiert. Die für Tschirtners Schaffen charakteristischen Werke entstanden im Zeitraum zwischen 1971 und 2006.
Navratil beschrieb den gemeinsamen Prozess des Zeichnens mit Tschirtner folgendermaßen:

„Dieses Zeichnen spielt sich so ab, daß O.T. mir gegenüber am Schreibtisch sitzt. Ich lege Papier, Feder und Tusche vor ihn hin und fordere ihn auf, die Feder auszuprobieren. Dann stelle ich ihm eine Aufgabe. Ich sage zum Beispiel: ‚Zeichnen Sie einen Hasen!‘ O.T. schreibt hierauf auf das Zeichenblatt: ‚einen Hasen‘. Sage ich: ‚Jetzt wollen wir einen Christbaum zeichnen‘, dann schreibt O.T. zunächst auf das Blatt: ‚Christbaum zeichnen‘. Diese Reaktionsweise hat etwas Echoartiges an sich. Meist schreibt O.T. allerdings nur den Titel der Zeichnung. Stets wiederholt er aber mündlich die Aufgabe, bevor er schreibt. Dann beginnt er zu zeichnen, ohne lange zu überlegen. Er zeichnet schnell. Man hat den Eindruck, er trachte, die Aufgabe schnell zu erledigen.“

Johann Feilacher, Nachfolger von Navratil und gegenwärtig künstlerischer Direktor des museums gugging und Leiter des Hauses der Künstler, sieht die frühen 1970er Jahre als den Zeitraum, in dem Tschirtner seinen „künstlerischen Höhepunkt erreicht hat.“ Feilacher übernahm als Nachfolge von Navratil die spätere Rolle des Gegenübers für die zeichnerische Tätigkeit von Tschirtner.
Im Zentrum von Tschirtners künstlerischem Œuvre steht die menschliche Figur, die er im Laufe der Zeit zu sogenannten „Kopffüßlern“ reduzierte, sparsam dargestellt, ohne kennzeichnende Attribute wie Kleidung oder Geschlecht. Der Kopf verfließt mit dem Körper, die Beine sind nicht mehr getrennt, sondern vereinen sich zu einem stammartigen Rumpf mit fingerlosen Armen.
„Eine Landschaft kann bei Tschirtner in einem einzigen Strich, ein Tier in einem einzigen Punkt dargestellt sein“, schreibt der Brandstätter Verlag in einer Beschreibung von Tschirtners Werken, die im Jänner 2007 im 128-seitigen Sammelband Das rote Zebra – Zeichnungen von Oswald Tschirtner in rund 60 Abbildungen erschienen sind.
Tschirtner zeichnete sowohl mit Feder und Tusche auf meist kleinen Papierformaten. Seine Zeichnungen wirken locker, einfach, verdichtet, jedoch auch minimalistisch und gelegentlich witzig. Er schuf ab 1980 aber auch großformatige Werke auf Leinwand mit Permanentmarker oder Acrylfarben. Außerdem entstand 1997 eine Skulptur nach dem Vorbild einer Zeichnung von Tschirtner: Das Mahnmal „Wider das Vergessen“ am Gelände des Landeskrankenhaus Innsbruck.
Tschirtner gilt – neben August Walla, Johann Fischer, Johann Hauser oder Ernst Herbeck – als eine der wichtigsten künstlerischen Positionen, die bis dato aus Gugging hervorgegangen sind.

## Rezeption
- Im Jahr 1970, in unmittelbarer Reaktion auf die Ausstellung „Pareidolien – Druckgraphik aus dem Niederösterreichischen Landeskrankenhaus für Psychiatrie und Neurologie Klosterneuburg“ verglich der Kunstkritiker und Kulturpublizist Kristian Sotriffer in einem Beitrag in der österreichischen Tageszeitung Die Presse die Menschenbilder von Tschirtner mit denen von Alberto Giacometti: „Originalität ist ein Indiz für künstlerische Leistung. Oswald Tschirtner zeigt sie in seinen typischen, elongierten, an Giacometti oder manieristische Figuren erinnernden, einfach gezeichneten Gestalten.“[7]
- Im Jahr 1983 veröffentlichte die deutsche Band Einstürzende Neubauten, formiert um Blixa Bargeld, das Album Zeichnungen des Patienten O.T. Die Zeichnungen des Patienten O.T. ist dabei auch Titel des Tracks Nr. 7 der Platte. Bargeld veröffentlichte den Text von Zeichnungen des Patienten O.T. außerdem in Stimme frißt Feuer, ein Taschenbuch, das 1988 im Merve Verlag Berlin erschien.[8] Bargeld bezog sich in diesem Zusammenhang auf eine gezeichnete Strichliste des Bandmitglieds Marc Chung: „Die Tschirtner-Verbindung war purer Zufall, ich hatte den Mann in einem Suhrkamp-Buch entdeckt, als wir in Hamburg gerade ein Theaterstück probten. Bandkollege Marc Chung hatte wegen der unregelmäßigen Struktur der Musik eine Strichliste angefertigt, wann die Schläge zu kommen hatten und wann Pausen einzuhalten waren. Ich sagte zu ihm, seine Strichliste sähe aus wie die Zeichnungen des Patienten O.T., und das blieb dann kleben.“[9]
- Am 8. September 1994 besuchte David Bowie gemeinsam mit Brian Eno das Haus der Künstler in Maria Gugging. André Heller vermittelte für diesen Besuch. Die Fotografin Christine de Grancy dokumentierte diesen Besuch fotografisch, dabei entstanden unter anderem Fotografien, auf denen Bowie und Tschirtner gemeinsam zu sehen sind.[10] Werke von Oswald Tschirtner befanden sich auch in der privaten Sammlung von Bowie, die 2016 bei Sotheby’s versteigert wurden.[11]
- Im Jahr 2008 erschien mit The Gugging Album von den Elektronikmusikern Hans-Joachim Roedelius & Kava Fabrique Records eine musikalische Hommage an Oswald Tschirtner und weitere renommierte Künstler aus Gugging, die im Rahmen des neuen Kunst- und Musikfestivals „Gugginger Irritationen“ welturaufgeführt wurde.

## Auszeichnungen
- 1990: Oskar-Kokoschka-Preis, gemeinsam mit der Gruppe der Künstler aus Gugging.

## Einzelausstellungen
- 1992: Galerie Altnöder, Salzburg, Österreich.
- 1997: Galerie Raphael Rigassi, Bern, Schweiz; Galerie Latal, Zürich, Schweiz.
- 1998: Collection de l’Art Brut, Lausanne, Schweiz; Museum de Stadshof, Zwolle, Niederlande; Salzburger Landessammlungen Rupertinum, Salzburg, Österreich; Kroch-Hochhaus Leipzig, Universität Leipzig, Leipzig Deutschland.
- 2005: Galerie Yukiko Koide, Tokyo, Japan: New works by Oswald Tschirtner
- 2007: Galerie Yukiko Koide, Tokyo, Japan: Homage to Oswald Tschirtner
- 2020: museum gugging, Maria Gugging, Österreich: oswald tschirtner.! das ganze beruht auf gleichgewicht[12]

## Ausstellungsbeteiligungen
- 1970: Galerie nächst St. Stephan, Wien, Österreich: „Pareidolien. Druckgraphik aus dem Niederösterreichischen Landeskrankenhaus für Psychiatrie und Neurologie Klosterneuburg“
- 1971: Kunsthalle Helsinki, Helsinki, Finnland.
- 1972: Galerie nächst St. Stephan, Wien, Österreich: „Pareidolien 2“
- 1973: Galerie Seebacher, Nüziders bei Bludenz, Österreich.
- 1975: Kulturhaus der Stadt Graz, Graz, Österreich: „Der Himmel Elleno – Zustandsgebundene Kunst“
- 1976: Neue Galerie der Stadt Linz Wolfgang-Gurlitt-Museum, Linz, Österreich: „Der Himmel Elleno – Zustandsgebundene Kunst“
- 1978: Staatliche Kunsthalle Baden-Baden, Baden-Baden, Deutschland: „Positionen der Zeichnung in Österreich heute“
- 1978: Cabinet d‘art du château de Renens, Renens, Schweiz: „Empreintes de la Folie – Dessins et gravures de trois malades de la clinique psychiatrique Klosterneuburg“
- 1979: Neue Galerie der Stadt Linz Wolfgang-Gurlitt-Museum, Linz, Österreich: „Positionen der Zeichnung in Österreich heute“
- 1980: Neue Galerie der Stadt Linz Wolfgang-Gurlitt-Museum, Linz, Österreich: „Sammlung Leo Navratil“
- 1980: Kulturamt Wedding, Berlin, Deutschland: „Kunst jenseits der Kunst“
- 1980: Museum des 20. Jahrhunderts, Wien, Österreich: „Johann Hauser – Oswald Tschirtner“
- 2009: museum gugging, Maria Gugging, Österreich: „duo.! anton dobay – oswald tschirtner“
- 2018: museum gugging, Maria Gugging, Österreich: „gehirngefühl.! kunst aus gugging von 1970 bis zur gegenwart“
- 2019: Landesgalerie Niederösterreich, Krems, Österreich: „Ich bin alles zugleich. Selbstdarstellung von Schiele bis heute“
- 2019: Museum Liaunig, Neuhaus, Österreich: „Der Zukunft herzlichst gewidmet. Kunst aus Vergangenheit und Gegenwart in der Sammlung Liaunig“
- 2019: Palazzo Magnani, Reggio Emilia, Italien: „L’arte in gioco. Materia e spirito 1943–1985“